# William D'Amico
William John D'Amico –conocido como Bill D'Amico– (Utica, 3 de octubre de 1910-Lake Placid, 30 de octubre de 1984) fue un deportista estadounidense que compitió en bobsleigh en las modalidades doble y cuádruple.
Participó en los Juegos Olímpicos de Sankt Moritz 1948, obteniendo una medalla de oro en la prueba cuádruple. Ganó tres medallas en el Campeonato Mundial de Bobsleigh, en los años 1949 y 1950.

## Palmarés internacional
| Juegos Olímpicos   | Juegos Olímpicos             | Juegos Olímpicos  | Juegos Olímpicos |
| Año                | Lugar                        | Medalla           | Prueba           |
| ------------------ | ---------------------------- | ----------------- | ---------------- |
| 1948               | Sankt Moritz (Suiza)         | Medalla de oro    | Cuádruple        |
| Campeonato Mundial |                              |                   |                  |
| Año                | Lugar                        | Medalla           | Prueba           |
| 1949               | Lake Placid (Estados Unidos) | Medalla de oro    | Cuádruple        |
| 1950               | Cortina d'Ampezzo (Italia)   | Medalla de oro    | Cuádruple        |
| 1950               | Cortina d'Ampezzo (Italia)   | Medalla de bronce | Doble            |